# Трейси, Рафаэл
Ра́фаэл (Ральф) Тре́йси (англ. Raphael «Ralph» Tracey; 6 февраля 1904, Гиллеспи, Иллинойс, США — 6 марта 1975, Сент-Луис, штат Миссури) — американский футболист, полузащитник. Участник первого чемпионата мира по футболу в составе сборной США. Включён в Зал Американской Футбольной Славы.

## Карьера

### Клубная
Ральф Трейси родился в Иллинойсе, но вырос в Сент-Луисе, штат Миссури. Он начал играть как нападающий в клубе «Сент-Луис Веспер Бьюик» в футбольной лиге Сент-Луиса в сезоне 1925 года. Несмотря на неплохой результат (Трейси был вторым в списке бомбардиров команды), Ральф через год сменил команду. Он подписал контракт с «Бен Миллерс». В новой команде он стал играть в середине поля.

### В сборной
В сборной Трейси выполнял функции полузащитника. Он поехал вместе с командой на первый чемпионат мира в Уругвай. Ральф провёл на турнире три матча, поучаствовав в победах над бельгийцами и парагвайцами. В начале полуфинального матча с Аргентиной Трейси получил повреждение и более чем полтайма играл со сломанной ногой. В перерыве матча он был доставлен в госпиталь, где врачи констатировали перелом. Однако в замене сборной США было отказано, так как это не допускалось правилами.

Сыгранные на чемпионате три матча так и остались для Ральфа Трейси единственными, проведёнными в футболке национальной сборной.
| Матчи и голы Ральфа Трейси за сборную США | Матчи и голы Ральфа Трейси за сборную США | Матчи и голы Ральфа Трейси за сборную США | Матчи и голы Ральфа Трейси за сборную США | Матчи и голы Ральфа Трейси за сборную США | Матчи и голы Ральфа Трейси за сборную США | Матчи и голы Ральфа Трейси за сборную США |
| ----------------------------------------- | ----------------------------------------- | ----------------------------------------- | ----------------------------------------- | ----------------------------------------- | ----------------------------------------- | ----------------------------------------- |
| №                                         | Дата                                      | Место проведения                          | Соперник                                  | Счёт                                      | Голы                                      | Турнир                                    |
| 1                                         | 13 июля 1930                              | Монтевидео, Уругвай                       | Бельгия                                   | 3:0                                       | -                                         | Чемпионат мира 1930                       |
| 2                                         | 17 июля 1930                              | Монтевидео, Уругвай                       | Парагвай                                  | 3:0                                       | -                                         | Чемпионат мира 1930                       |
| 3                                         | 26 июля 1930                              | Монтевидео, Уругвай                       | Аргентина                                 | 1:6                                       | -                                         | Чемпионат мира 1930                       |

Итого: 3 матча / 0 голов; 2 победы, 0 ничьих, 1 поражение.